# Tim's Bio: Life from da Bassment
Tim's Bio: Life from da Bassment è un album del 1998 pubblicato dalla Blackground Records. Formalmente si tratta dell'album di debutto da solista del produttore R&B/hip-hop Timbaland, l'album è in pratica una compilation di brani prodotti da Timbaland e spesso, ma non sempre, a cui ha anche collaborato nella parte vocale. Per tale motivo nell'album compare una lunga lista di artisti che hanno collaborato con lui: Magoo, Missy Elliott, Aaliyah, Ginuwine, Playa, e Mad Skillz, Nas, Jay-Z, Twista, Kelly Price, ed altri. Tim's Bio segna anche il debutto di Ludacris nella traccia "Fat Rabbit", in seguito incluso nel suo album di debutto Back for the First Time del 2000.

## Tracce
1. Intro - (Timbaland featuring T.K. Kirkland)
2. I Get It On - (Timbaland featuring Bassey)
3. To My - (Nas featuring Mad Skillz, Static and Timbaland)
4. Here We Come - (Timbaland featuring Magoo and Missy Elliott)
5. Wit' Yo' Bad Self - (Mad Skillz)
6. Lobster & Scrimp - (Jay-Z featuring Timbaland)
7. What Cha Know About This - (Mocha featuring Babe Blue)
8. Can't Nobody - (1 Life 2 Live featuring Timbaland)
9. What Cha Talkin' 'Bout - (Timbaland featuring Lil' Man, Static and Magoo)
10. Put 'Em On - (Timbaland featuring Static and Yoshamine)
11. Fat Rabbit - (Ludacris featuring Timbaland)
12. Who Am I - (Twista)
13. Talking on the Phone - (Kelly Price featuring Missy Elliott and Lil' Man)
14. Keep It Real - (Ginuwine featuring Timbaland)
15. John Blaze - (Aaliyah featuring Missy Elliott)
16. Birthday - (Playa)
17. 3:30 in the Morning - (Virginia Williams)
18. Outro - (Timbaland)
19. Bringin' It - (Troy Mitchell featuring Timbaland)

## Formazione
- Timbaland - voce
- Dantè Nolan - basso (tracce 11, 15)
- Nisan Stewart - batteria (traccia 15)
- Bill Pettaway - chitarra (tracce 6, 14)
- Crowds - cori (traccia 10)
- Darryl Pearson - cori (traccia 4)
- Lisa Smith - cori (traccia 5)